# Amerikanska sångskrivartraditionen
Den amerikanska sångskrivartraditionen (på engelska songwriting), betecknar en typ av sånger (ibland översatt med låtar) som uppkom i USA på 1910-talet och lade grunden för mycket av den fortsatta populärmusiken, i synnerhet inom jazz, rock och singer-songwriter. Formen var främst influerad av romansen, operetten och där i synnerhet Gilbert och Sullivan, ragtimen, samt "amerikanska folkvisor", i praktiken ofta irländska, skotska eller östeuropeiska visor i förklädnad. 

## Bakgrund
Formatet lägger stor vikt vid rytm och betoning, inte bara mellan varje enskild stavelse, utan också mellan fraser och perioder. Tidiga kompositörer var Victor Herbert och George M Cohan. Den senare introducerade formen med en refräng på trettiotvå takter, AABA-formen. Andra kända upphovsmän (ofta kallade songwriters, sångskrivare eller låtskrivare) var Irving Berlin, Jerome Kern och Richard Rodgers. Textarbetet inom sångformatet är så viktigt att många sångskrivare specificerade sig på enbart text, bland dessa märks bland andra Oscar Hammerstein.
Sångskrivarformatet fick många efterföljare i andra delar av världen, i synnerhet i England. En av de mest inflytelserika brittiska sångskrivarna var Noël Coward. I Sverige efterliknades formatet med "revysången" med textförfattare som Karl Gerhard, Nils Ferlin, Gösta Rybrant och Beppe Wolgers, och kompositörer som Lillebror Söderlund och Olle Adolphson.
En viktig förutsättning för sångskrivartraditionen var upphovsmännens möjlighet att försörja sig på inkomster från notutgåvor av sångerna. Sångskrivandets era upphörde därför med framväxandet av skivindustrin under andra halvan av 1900-talet (även om det präglade många av de senare genrerna). Senare utövare av genren innefattar Burt Bacharach.
Sångskrivandet har också upplevt något av en renässans i Sverige på senare år, när musiker som Steve Dobrogosz och Robert Wells tagit upp det.